# Антимонид дилантана
Антимонид дилантана — бинарное неорганическое соединение
лантана и сурьмы с формулой La2Sb,
кристаллы.

## Получение
- Нагревание чистых веществ в вакууме:

{\displaystyle {\mathsf {2La+Sb\ {\xrightarrow {1425^{o}C}}\ La_{2}Sb}}}

## Физические свойства
Антимонид дилантана образует кристаллы
тетрагональной сингонии,
пространственная группа I 4/mmm,
параметры ячейки a = 0,4626 нм, c = 1,806 нм, Z = 4.
При 5,3 К переходит в сверхпроводящее состояние.